# Seznam bostonských biskupů a arcibiskupů

## Biskupové (1808–1875)
- 1808–1823: Jean-Louis Lefebvre de Cheverus
- 1825–1846: Benedict Joseph Fenwick
- 1846–1866: John Bernard Fitzpatrick
- 1866–1875: John Joseph Williams, od r. 1875 arcibiskup

## Arcibiskupové (od 1875)
- 1875–1907: John Joseph Williams
- 1907–1944: kardinál William Henry O'Connell
- 1944–1970: kardinál Richard James Cushing
- 1970–1983: kardinál Humberto Sousa Medeiros
- 1984–2002: kardinál Bernard Francis Law
- od 2003: kardinál Seán Patrick O'Malley